# Amphicoelias
Amphicoelias ('dubbelt ihålig') är ett dåligt känt släkte av växtätande diplodocider som kan ha varit en av de största dinosaurierna som någonsin hittats. Typarten heter A. altus.

## Beskrivning
Typarten av Amphicoelias, A. altus, namngavs av Edward Drinker Cope i december 1877 (fast beskrivningen publicerades inte förrän år 1878). Exemplaret var ett ej komplett skelett bestående av två kotor, ett blygdben och ett lårben. År 1921 fastställde Osborn och Mook ytterligare ben till A. altus, det vill säga ett skulderblad, ett coracoidben (del av skulderbladet), ett armbågsben samt tänder. Dessa anses dock inte tillhöra arten. Osborn och Mook noterade den nära likheten mellan Amphicoelias och Diplodocus, jämte några viktiga skillnader som till exempel proportionellt längre armar hos den förstnämnde. Amphicoelias lårben är ovanligt långt, slankt och runt i genomskärning; medan man en gång i tiden trodde att denna rundhet var ett särskiljande drag hos Amphicoelias har den sedan dess hittats hos några arter av Diplodocus också A. altus var även ungefär lika stor som Diplodocus med en beräknad längd på runt 25 meter.

## Historia
| ” | Mittpartiet (av ryggkotorna) skiljer sig från dem hos Camarasaurus när det gäller formen av articular-extremiteterna [...] De är ojämnt ihåliga, och de bakre extremiteterna är konkavare. | „ |
| – Så formulerade sig paleontologen Edward Drinker Cope i sin beskrivning av det nya släktet, Amphicoelias. | |   |

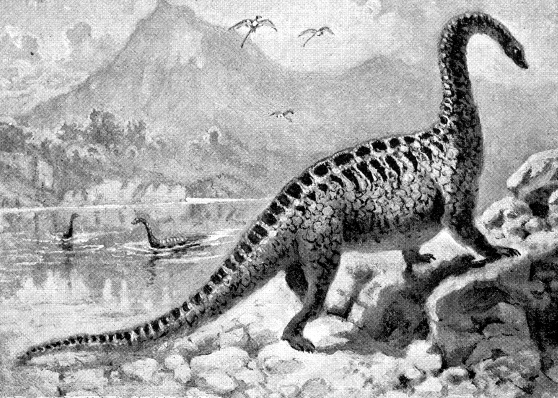
Förlegad illustration av Amphicoelias utförd av Carl Dahlgren 1892 för Californian Magazine.

År 1994 gjordes ett försök att åter lokalisera det ursprungliga stenbrottet där A. fragilimus och andra dinosaurie-arter hittats. Detta gjorde man med hjälp av en radar som skulle visa om det fortfarande fanns ben begravda i marken. Försöket misslyckades eftersom de fossiliserade lerbenen var av samma densitet som det omliggande berget. Detta gjorde det omöjligt att särskilja ben från berg. En studie av den lokala topografin visade också att de fossilfyllda klippornas lager var hårt eroderade, och tydligen var de också det under den tiden Lucas gjorde sitt fynd av Amphicoelias. Detta antyder att majoriteten av skeletten eroderats bort då kotan och låret grävts fram.
Carpenter (2006) noterade också att trots fossilets enastående storlek och mystiska försvinnande, har Copes beskrivning av Amphicoelias mötts med skepsis, speciellt sedan det visade sig finnas flera typografiska fel i hans mätningar. Carpenter argumenterar dock för att man borde ta Copes ord på allvar. Fyndet gjordes under Benkriget, och Copes rival Marsh, som alltid var redo att förödmjuka Cope, betvivlade aldrig dess existens. Marsh var känd för att ha anställt spioner som skulle övervaka Copes fynd, och han kan till och med ha varit intygad om storleken på Amphicoelias ben. Osborn, Mook (1921) och McIntosh (1998) accepterade också Copes information utan tvivel.